# ذباب مايو
ذباب مايو أو زائلات الجناح أو حشرات الزلول أو إفيميروبترا (بالإنجليزية: Mayflies)‏ وتسمى أيضا حورية الماء أو الذبابة اليومية وهي حشرة تنتمي لرتبة اليوميات أو نصثيات الأجنحة (الاسم العلمي: Ephemeroptera) مأخوذة من اليونانية (εφημερος - ephemeros) = «حياة قصيرة» + (πτερος - pteron) = «جناح». وقد صنفت مع مجموعة الحشرات القديمة المسماة قديمة الأجنحة، التي تشمل أيضا على اليعسوب والرعاشات الصغيرة. وهي حشرات مائية في مرحلة غير ناضجة (وتسمى "حورية") تعيش سنة واحدة في المياه العذبة. وتعيش البالغة القصيرة الأجل من بضع دقائق إلى بضعة أيام حسب النوع. يعرف حتى الآن ما يقرب من 2,500 نوع في جميع أنحاء العالم، تشمل نحو 630 نوع في أمريكا الشمالية.
يتراوح طولها ما بين 4 ملليمترات إلى 50 ملليمتر، تتميز هذه الحشرات بزائدتين شرجيتين طويلتين متعددتا التعقل، بالإضافة إلى زائدة أخرى خيطية طويلة وعديدة التعقل أيضًا قد توجد أحيانًا ما بين الزائدتين الشرجيتين.